# Nati nel 1609
| Questa pagina contiene informazioni ricavate automaticamente dalle voci biografiche con l'ausilio del template Bio e di un bot. L'aggiornamento è periodico e automatico e ricostruisce completamente la pagina. Se manca una persona in questa lista, sei pregato di non aggiungerla, ma accertati piuttosto che la sua voce biografica contenga il template Bio e che i dati anagrafici siano correttamente compilati. Se il template Bio manca, inseriscilo tu stesso o, in alternativa, metti l'avviso {{tmp\|Bio}} che ne segnala la mancanza. Se i dati riportati sono sbagliati, correggi direttamente la voce biografica; le modifiche saranno visibili in questa lista entro pochi giorni. Per chiarimenti vedi il progetto biografie. La lista contiene solo le 90 persone che sono citate nell'enciclopedia e per le quali è stato implementato correttamente il template Bio. Pagina aggiornata al 18 lug 2025. |

## Gennaio(3)
- 18 gennaio - Ferdinando Hastings, VI conte di Huntingdon, nobile e politico inglese († 1655)
- 20 gennaio - Carlo Ceresa, pittore italiano († 1679)
- 30 gennaio - Wenzel Eusebius von Lobkowicz, nobile e politico ceco († 1677)

## Febbraio(2)
- 18 febbraio - Edward Hyde, I conte di Clarendon, storico e politico inglese († 1674)
- 21 febbraio - Raimondo Montecuccoli, generale, politico e scrittore italiano († 1680)

## Marzo(10)
- 4 marzo - Angelo da Copertino, religioso e pittore italiano
- 7 marzo - Mukai Genshō, filosofo giapponese († 1677)
- 16 marzo - Agostino Mitelli, pittore italiano († 1660)
- 17 marzo - Vincenzo Dandini, pittore italiano († 1675)
- 18 marzo - Federico III di Danimarca, re danese († 1670)
- 21 marzo - Benedikt Sőlőši, poeta e gesuita slovacco († 1656)
- 22 marzo - Giovanni II Casimiro di Polonia, cardinale polacco († 1672)
- 23 marzo - Giovanni Benedetto Castiglione, pittore e incisore italiano († 1664)
- 23 marzo - Johann Heinrich Schönfeld, pittore e incisore tedesco († 1684)
- 25 marzo - Paul Fréart de Chantelou, collezionista d'arte e ingegnere militare francese († 1694)

## Maggio(7)
- 3 maggio - François Ryckhals, pittore e disegnatore olandese († 1647)
- 4 maggio - Benjamin Whichcote, filosofo e teologo inglese († 1683)
- 10 maggio - Ikeda Mitsumasa, militare giapponese († 1682)
- 10 maggio - Maurizia Eleonora del Portogallo, nobildonna portoghese († 1674)
- 16 maggio - Ferdinando d'Asburgo, cardinale, arcivescovo cattolico e generale spagnolo († 1641)
- 20 maggio - Giovanni Francesco Serra, II marchese di Strevi, nobile e militare italiano († 1656)
- 28 maggio - Luc d'Achery, monaco cristiano e storico francese († 1685)

## Giugno(2)
- 17 giugno - Giovanni d'Assia-Braubach, nobile († 1651)
- 28 giugno - Pieter van Lint, pittore e disegnatore fiammingo († 1690)

## Luglio(5)
- 1º luglio - Giovanni Argoli, letterato italiano († 1660)
- 14 luglio - Kaspar Jodok von Stockalper, mercante svizzero († 1691)
- 18 luglio - Simone Rau e Requesens, vescovo cattolico e poeta italiano († 1659)
- 28 luglio - Judith Leyster, pittrice e disegnatrice olandese († 1660)
- 29 luglio - Maria Gonzaga, nobile italiana († 1660)

## Agosto(6)
- 8 agosto - Louis Boullogne, pittore e incisore francese († 1674)
- 21 agosto - Jean Rotrou, scrittore e drammaturgo francese († 1650)
- 24 agosto - Giacomo Caimo, giurista italiano († 1679)
- 24 agosto - Maria Cristina de' Medici, nobildonna italiana († 1632)
- 25 agosto - Sassoferrato, pittore italiano († 1685)
- 30 agosto - Artus Quellinus il Vecchio, scultore fiammingo († 1668)

## Settembre(3)
- 3 settembre - Raymond Breton, religioso, missionario e linguista francese († 1679)
- 15 settembre - Johann Hartmann von Rosenbach, vescovo cattolico tedesco († 1675)
- 23 settembre - Ottavio Acquaviva d'Aragona, cardinale italiano († 1674)

## Ottobre(5)
- 5 ottobre - Paul Fleming, poeta e fisico tedesco († 1640)
- 10 ottobre - Giovanni Bona, cardinale e letterato italiano († 1674)
- 14 ottobre - Ernest Gunther di Schleswig-Holstein-Sonderburg-Augustenburg, nobile danese († 1689)
- 22 ottobre - Carlo di Gonzaga-Nevers, nobile († 1631)
- 28 ottobre - Pierre Poussines, gesuita, grecista e teologo francese († 1686)

## Novembre(5)
- 1º novembre - Matthew Hale, giurista, giudice e avvocato inglese († 1676)
- 18 novembre - Franz Haffner, notaio, politico e storico svizzero († 1671)
- 19 novembre - Luigi Mattei, generale, nobile e diplomatico italiano († 1665)
- 23 novembre - Sofia Eleonora di Sassonia († 1671)
- 25 novembre - Enrichetta Maria di Borbone-Francia, regina († 1669)

## Dicembre(5)
- 6 dicembre - Nicola II di Lorena, cardinale francese († 1670)
- 11 dicembre - Alexander Cooper, miniaturista inglese († 1660)
- 29 dicembre - Mario Alberizzi, cardinale italiano († 1680)
- 29 dicembre - Maria Cybo-Malaspina, nobile italiana († 1653)
- 30 dicembre - Anna Maria di Brandeburgo-Bayreuth, nobildonna tedesca († 1680)

## Senza giorno specificato(37)
- Giovanni Angelo Canini, pittore e incisore italiano († 1666)
- Francesco Canonici, funzionario italiano († 1652)
- Carlo Cantù, attore teatrale italiano († 1676)
- Gian Domenico Cerrini, pittore italiano († 1681)
- John Clarke, pastore protestante britannico († 1676)
- Marcantonio V Colonna, nobile italiano († 1659)
- Samuel Cooper, pittore inglese († 1672)
- Bernardino Gagliardi, pittore italiano († 1660)
- Henri de Guénegaud, politico e nobile francese († 1676)
- Hanzade Sultan, principessa ottomana († 1650)
- Katherine Wotton, nobildonna inglese († 1667)
- Richard Head, I baronetto, politico inglese († 1689)
- Jan Baptist van Heil, pittore fiammingo
- Hezârfen Ahmed Çelebi, scienziato, inventore e astronomo ottomano († 1640)
- Alessandro III d'Imerezia, re († 1660)
- Salomon Koninck, pittore e incisore olandese († 1656)
- Vibeke Kruse, nobile danese († 1648)
- Vincenzo Lanfranchi, arcivescovo cattolico italiano († 1676)
- Karel van Mander III, pittore olandese († 1670)
- Jan Martszen il Giovane, pittore e incisore olandese
- Alberik Mazak, presbitero e compositore ceco († 1661)
- Francesco Melosio, poeta e magistrato italiano († 1670)
- Carlo Francesco Nuvolone, pittore italiano († 1662)
- Cillo Palermo, poeta e scrittore italiano († 1691)
- Paweł Jan Sapieha, nobile e politico polacco († 1665)
- Celio Piccolomini, cardinale e arcivescovo cattolico italiano († 1681)
- Tobias Pock, pittore tedesco († 1683)
- Placido Puccinelli, storico italiano († 1685)
- Herman Saftleven II, pittore, incisore e disegnatore olandese († 1685)
- Hannibal Sehested, politico e militare danese († 1666)
- Antoine Stockalper, politico svizzero († 1627)
- Adriano Torelli, nobile italiano († 1680)
- Francesco Vignali, compositore e organista italiano († 1659)
- Gerrard Winstanley, religioso e politico britannico († 1676)
- Wu Weiye, scrittore e poeta cinese († 1671)
- Haji Khalifa, storico, geografo e cartografo turco († 1657)
- Fernando de la Torre Farfán, presbitero, poeta e scrittore spagnolo († 1677)